# 池田雄一 (文芸評論家)
池田 雄一（いけだ ゆういち、1969年 - ）は、日本の文芸評論家、東北芸術工科大学准教授。

## 略歴
宇都宮市生まれ。法政大学文学部日本文学科卒業。東京工業大学大学院社会理工学研究科価値システム専攻除籍。学部5年目に書いた「原形式に抗して」（『群像』1994年6月号所収）が1994年に第37回群像新人文学賞評論部門優秀作。市川真人らとともに「早稲田文学」編集部に参加。
東工大大学院では井口時男の研究室に所属していたが、井口の信条により師弟関係という表現は排している。
講師を勤めていたカルチャーセンターの元教え子に小説家の松波太郎や詩人のni_kaがいたことが松波の『カルチャーセンター』内で語られている。
文學界の「新人小説月評」を1999年下期と2004年下期と2012年上期の3期担当した。

## 人物
2005年12月20日に起きた早稲田大学戸山キャンパスでのビラ撒き不当逮捕に対する抗議活動の呼びかけ人としてこの活動に深く関わっているが、この活動と早稲田大学文学部非常勤講師の契約終了との関係は定かではない。現代思想系の哲学者・社会学者等による自然科学用語の出鱈目な使用法に対する具体的な批判を展開したアラン・ソーカル、ジャン・ブリクモン著『「知」の欺瞞』の書評（『文學界』2000年9月号）での「ドゥルーズらがやけくそになる気持ちが分からないのか」という一節から、小谷野敦がポストモダニズムを「やけくそ哲学」と命名したことは小谷野敦著『すばらしき愚民社会』に記されている。

## 著書
- 『カントの哲学 シニシズムを超えて』河出書房新社 2006
- 『メガクリティック ジャンルの闘争としての文学』文藝春秋 2011

## 主な批評文
- 「美学・労働・イデオロギー」（『早稲田文学』）
- 「シニシズムの原理としての機会原因論」（『ネオリベ化する公共圏』）
- 「俺の人生に時給くれ！」（『ＷＢ』）